# دین‌های سنتی آفریقایی

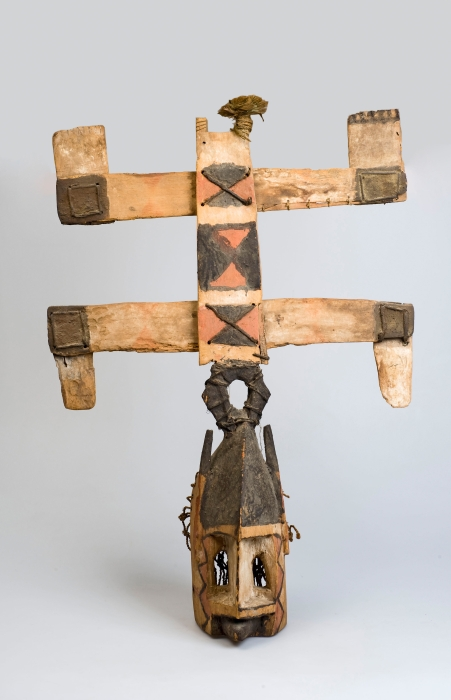
نماد چوبی

دین‌های سنتی آفریقایی (به انگلیسی: Traditional African religions) یا باورها و عملکردهای سنتی مردم آفریقا، باورهای بسیار متنوعی هستند که شامل ادیان قوم‌باور می‌شوند. به‌طور کلی، دین‌های سنتی آفریقایی سنت شفاهی هستند و نه کتاب آسمانی و از نسلی به نسل دیگر از طریق داستان‌های عامیانه، آهنگ‌ها و جشن‌ها منتقل می‌شوند، این دین‌ها شامل اعتقاد به تعدادی از خدایان عالی و پست، گاهی شامل خالق یا نیروی برتر، اعتقاد به ارواح، احترام به مردگان، استفاده از جادو و طب سنتی آفریقایی می‌شوند. اکثر دین‌ها را می‌توان با عنوان زنده‌انگاری با جنبه‌های مختلف چندخدایی و همه‌خدایی توصیف کرد.
اعتقاد به قدرت(های) عرفانی، اعتقاد به قدرت غیرشخصی (عرفانی) در اندیشه مذهبی سنتی آفریقایی غالب و فراگیر است. کل خلقت، طبیعت و همه چیزها و اشیاء با این قدرت غیرشخصی مستهلک می‌شوند. این قدرت غیرشخصی همان چیزی است که ادوین اسمیت «راز وحشتناک» نامید. به همین قدرت نام‌های مختلفی داده شده‌است، مانند مانا، «نیروی حیات»، نیروی حیاتی، جوهر حیات و پویایی.
ختنه و بریدن آلت زنانه (کلیتوریس برداری) از تشریفات رایج و گسترده هستند. اگرچه برداشتن کلیتوریس و بخش‌هایی از لبه کوچک رادیکال‌تر و خطرناک‌تر از ختنه مردانه است، اما هر دو نوع ختنه کردن به عنوان ابزار مهمی برای تعریف جنسیت از نظر فرهنگی شناخته می‌شوند. برخی فرهنگ‌ها معتقدند که جراحی دستگاه تناسلی تمام بقایای آندروجینی (ترکیبی از ویژگی‌های مردانگی و زنانگی در یک فرد) را از بین می‌برد، زیرا قسمت‌های تشریحی مرتبط با جنس مخالف بریده می‌شود. افسانه‌های کیهانی این جراحی را به عنوان تکرار اعمال اولیه که باروری را ترویج می‌کنند، توجیه می‌کنند؛ بنابراین اسطوره‌ها جایگاه مقدس جنسیت و باروری را تعریف می‌کنند.